# Turkije op het Eurovisiesongfestival 1990
Turkije deed mee aan het Eurovisiesongfestival 1990 in Zagreb, Joegoslavië. Het was de 13de deelname van het land op het Eurovisiesongfestival. Het lied werd gekozen door middel van een nationale finale. 

## Selectieprocedure
De kandidaat voor Turkije op het Eurovisiesongfestival werd gekozen door een nationale finale die plaatsvond op 24 februari 1990 in de studio's van de nationale omroep TRT. De winnaar werd gekozen door een jury.
De top 3 zag er als volgt uit:
| Artiest                                | Lied                   | Punten |
| -------------------------------------- | ---------------------- | ------ |
| Kayahan                                | Gözlerinin hapsindeyim | 86     |
| Rüya Ersavcı-Can Uğuluel-Gülgün Yıldız | Hep o şarkıları söyle  | 62     |
| İlhan İrem and friends                 | Komedi                 | 56     |

## In Zagreb
In Joegoslavië trad Turkije als 4de land aan,  net na België en voor Nederland. Op het einde van de stemming bleek dat ze 21 punten gekregen hadden en dat ze daarmee op de 17de plaats eindigden. 
Van België en Nederland ontvingen ze respectievelijk 0 en 3 punten.

### Gekregen punten

#### Finale
| 12 punten   | 10 punten   | 8 punten    | 7 punten      | 6 punten |
| ----------- | ----------- | ----------- | ------------- | -------- |
|             |             |             | - Joegoslavië |          |
| 5 punten    | 4 punten    | 3 punten    | 2 punten      | 1 punt   |
| - Duitsland | - Noorwegen | - Nederland | - IJsland     |          |

### Punten gegeven door Turkije

#### Finale
Punten gegeven in de finale:
| 12 punten | Joegoslavië |
| 10 punten | Spanje      |
| 8 punten  | Italië      |
| 7 punten  | Oostenrijk  |
| 6 punten  | Zwitserland |
| 5 punten  | Ierland     |
| 4 punten  | Frankrijk   |
| 3 punten  | Nederland   |
| 2 punten  | Denemarken  |
| 1 punt    | IJsland     |